# Chi Voọc mũi hếch
Chi Voọc mũi hếch Trung Quốc còn được gọi là Voọc lông tuyết (tên khoa học: Rhinopithecus) là nhóm loài thuộc họ Khỉ Cựu Thế giới. Chi này hiếm xuất hiện và cần được bảo tồn. Một vài nhà phân loại đưa Voọc mũi hếch vào chi Pygathrix.
Voọc mũi hếch sống ở các vùng núi của châu Á, chủ yếu là phía nam Trung Quốc, được ghi trong Sách đỏ những loài cần được bảo vệ. Chúng thường sinh sống ở những khu rừng rậm có độ cao trên 4000m. Vào mùa đông chúng di chuyển đến những khu vực thấp hơn để tránh rét và tìm thức ăn.

## Đặc điểm
Voọc mũi hếch chỉ cao 75 cm, nhưng đuôi của chúng gần dài bằng cơ thể. Con đực trưởng thành khi 7 tuổi, con cái khi 4-5 tuổi.
Chúng sống theo bầy đàn. Số lượng cá thể trong đàn linh động từ 5 đến 600 con. Nhóm lớn thường được chia thành các nhóm nhỏ hơn. Những nhóm nhỏ này do một con đực trưởng thành lãnh đạo. Những con đầu đàn thường giữ một vài "bầy tôi" bên cạnh. Thường giữa các con trong đàn có xảy ra tranh chấp, nhưng ít khi tranh chấp này bị đẩy thành những trận chiến ác liệt.
Hầu như toàn bộ thời gian, voọc sống trên cây, nơi chúng tìm được thức ăn và sự an toàn.
Gia đình loài khỉ này sống rất chuẩn mực. Bố mẹ rất chăm lo cho voọc con, đặc biệt là khi chúng đang sống ở khu vực thời tiết khắc nghiệt: khí hậu khô và đặc biệt lạnh vào mùa đông.
Hơn 90% thời gian, voọc sống trên cây. Thức ăn của chúng là quả và trái cây vào mùa hè, vỏ cây, địa y và lá của cây lá kim vào thời gian còn lại trong năm.
Chúng không thích xuống đất, nhưng khi buộc phải xuống, chúng di chuyển rất khéo léo.
Chơi trò đánh trận giả là cách chúng rèn luyện cho những cuộc chiến thực thụ giành con cái và giành lãnh địa. Hiện Voọc mũi hếch có khoảng hơn 15.000 cá thể, chúng đã được ghi vào Sách Đỏ.

## Nơi sinh sống
Voọc mũi hếch sống ở vùng núi châu Á bao gồm phía nam Trung Quốc (đặc biệt là Tây Tạng, Tứ Xuyên, Vân Nam, Quý Châu) cũng như là phía bắc Việt Nam và Myanmar.

## Các loài
- Chi Voọc mũi hếch Rhinopithecus [3]
  - Voọc mũi hếch vàng, Rhinopithecus roxellana
    - Voọc mũi hếch vàng Moupin, Rhinopithecus roxellana roxellana
    - Voọc mũi hếch vàng Tần Lĩnh, Rhinopithecus roxellana qinlingensis
    - Voọc mũi hếch vàng Hồ Bắc, Rhinopithecus roxellana hubeiensis

  - Voọc mũi hếch đen, Rhinopithecus bieti
  - Voọc mũi hếch xám, Rhinopithecus brelichi
  - Voọc mũi hếch Bắc bộ, Rhinopithecus avunculus
  - Voọc mũi hếch Myanmar, Rhinopithecus strykeri.[4]

## Phân loại khoa học
Cây phát sinh bộ theo sự phân loại của nhà động vật học Carolus Linnaeus năm 1758:
|  | Rodentia (bộ Gặm nhấm) |
|  |                        |
|  | Lagomorpha (bộ Thỏ)    |
|  |                        |

|  | Dermoptera (bộ Cánh da)                                                         |
|  |                                                                                 |
|  | \| \| †Plesiadapiformes \| \| \| \| \| \| Primates (bộ Linh trưởng) \| \| \| \| |
|  |                                                                                 |
|  | †Plesiadapiformes                                                               |
|  |                                                                                 |
|  | Primates (bộ Linh trưởng)                                                       |
|  |                                                                                 |

|  | †Plesiadapiformes         |
|  |                           |
|  | Primates (bộ Linh trưởng) |
|  |                           |

|  | Dermoptera (bộ Cánh da)                                                         |
|  |                                                                                 |
|  | \| \| †Plesiadapiformes \| \| \| \| \| \| Primates (bộ Linh trưởng) \| \| \| \| |
|  |                                                                                 |
|  | †Plesiadapiformes                                                               |
|  |                                                                                 |
|  | Primates (bộ Linh trưởng)                                                       |
|  |                                                                                 |

|  | †Plesiadapiformes         |
|  |                           |
|  | Primates (bộ Linh trưởng) |
|  |                           |

|  | Rodentia (bộ Gặm nhấm) |
|  |                        |
|  | Lagomorpha (bộ Thỏ)    |
|  |                        |

|  | Dermoptera (bộ Cánh da)                                                         |
|  |                                                                                 |
|  | \| \| †Plesiadapiformes \| \| \| \| \| \| Primates (bộ Linh trưởng) \| \| \| \| |
|  |                                                                                 |
|  | †Plesiadapiformes                                                               |
|  |                                                                                 |
|  | Primates (bộ Linh trưởng)                                                       |
|  |                                                                                 |

|  | †Plesiadapiformes         |
|  |                           |
|  | Primates (bộ Linh trưởng) |
|  |                           |

|  | Dermoptera (bộ Cánh da)                                                         |
|  |                                                                                 |
|  | \| \| †Plesiadapiformes \| \| \| \| \| \| Primates (bộ Linh trưởng) \| \| \| \| |
|  |                                                                                 |
|  | †Plesiadapiformes                                                               |
|  |                                                                                 |
|  | Primates (bộ Linh trưởng)                                                       |
|  |                                                                                 |

|  | †Plesiadapiformes         |
|  |                           |
|  | Primates (bộ Linh trưởng) |
|  |                           |

Bộ Linh trưởng Primates

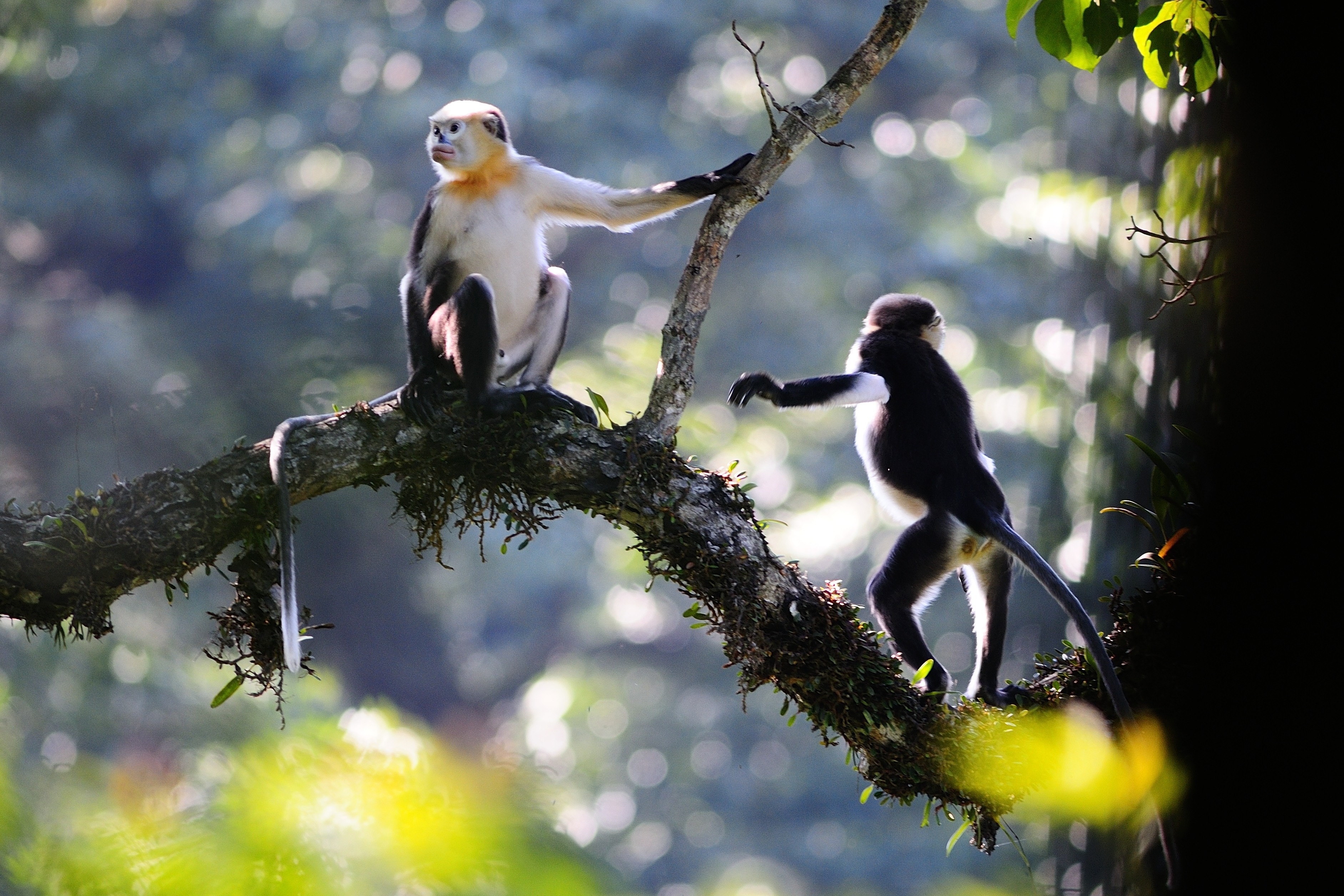
Voọc mũi hếch Việt Nam

- Phân bộ Haplorrhini: tarsiers, khỉ và khỉ không đuôi
  - Phân thứ bộ Simiiformes
    - Tiểu bộ Khỉ mũi hẹp Catarrhini
      - Liên họ Cercopithecoidea, khỉ Cựu Thế giới
        - Họ Cercopithecidae: Khỉ Cựu thế giới (135 loài)
          - Phân họ Colobinae
            - Chi Rhinopithecus (Voọc mũi hếch)
              - Voọc mũi hếch vàng, Rhinopithecus roxellana
                - Voọc mũi hếch vàng Moupin, Rhinopithecus roxellana roxellana
                - Voọc mũi hếch vàng Tần Lĩnh, Rhinopithecus roxellana qinlingensis
                - Voọc mũi hếch vàng Hồ Bắc, Rhinopithecus roxellana hubeiensis

              - Voọc mũi hếch đen, Rhinopithecus bieti
              - Voọc mũi hếch xám, Rhinopithecus brelichi
              - Voọc mũi hết Bắc bộ, Rhinopithecus avunculus
              - Voọc mũi hếch Myanmar, Rhinopithecus strykeri.[4]